# 30788 Ангекауфман
30788 Ангекауфман (1988 RE3, 1973 FF, 1992 QF, 30788 Angekauffmann) — астероїд головного поясу, відкритий 8 вересня 1988 року.
Тіссеранів параметр щодо Юпітера — 3,222.